# Maślak trydencki

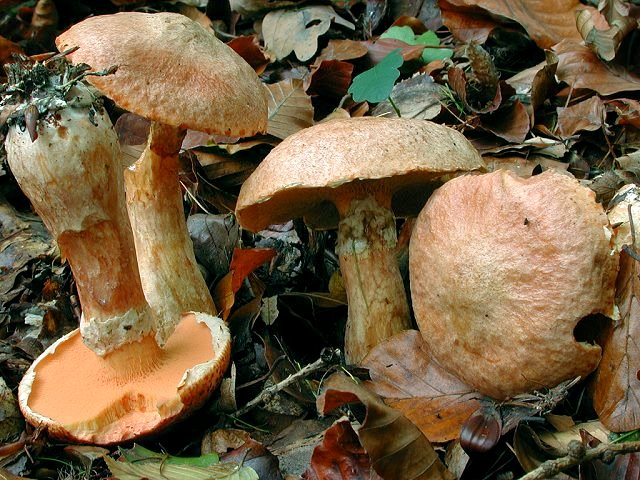

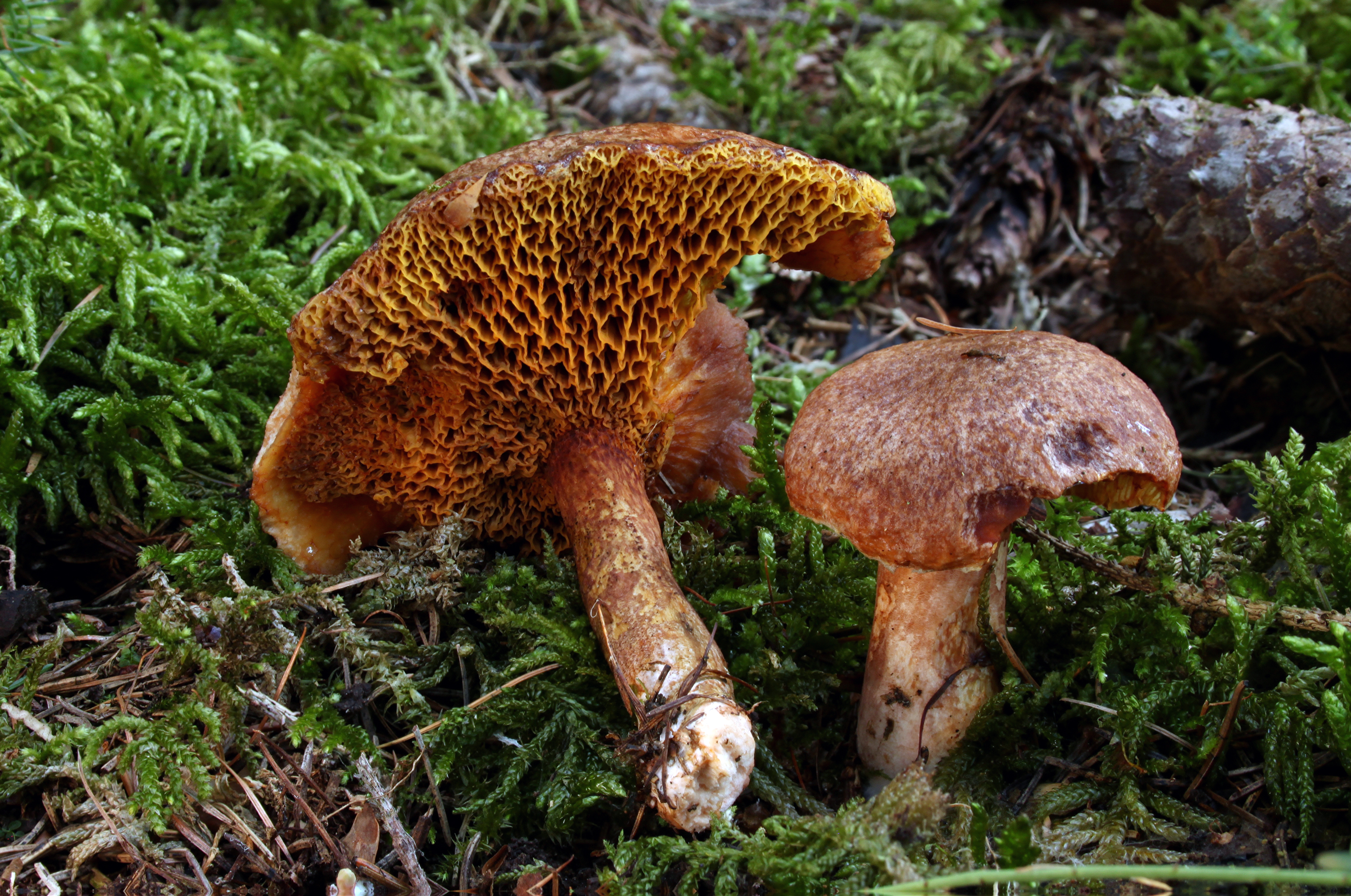

Maślak trydencki (Suillus tridentinus) – gatunek grzybów z rodziny maślakowatych (Suillaceae).

## Systematyka i nazewnictwo
Pozycja w klasyfikacji według Index Fungorum: Suillus, Suillaceae, Boletales, Agaricomycetidae, Agaricomycetes, Agaricomycotina, Basidiomycota, Fungi.
Po raz pierwszy takson ten zdiagnozował w 1881 r. Giacopo Bresàdola nadając mu nazwę Boletus tridentinus. Obecną, uznaną przez Index Fungorum nazwę nadał mu w 1945 r. Rolf Singer, przenosząc go do rodzaju Suillus.
Synonimy:

- Boletopsis tridentina (Bres.) Henn., in Engler & Prantl 1898
- Boletus aurantiporus J. Howse 1885
- Boletus tridentinus Bres. 1881
- Ixocomus tridentinus (Bres.) Singer 1938
- Ixocomus flavus var. tridentinus (Bres.) Quél. 1890
- Versipellis tridentina (Bres.) Quél. 1886

Nazwę polską podała Alina Skirgiełło w 1960 r.

## Morfologia
Kapelusz
Średnica 5–12 cm, początkowo półkulisty, później słabo wypukły, brzeg podwinięty, później wyprostowany. Często posiada stożkowaty garb. Powierzchnia o barwie od bladożółtej do pomarańczowobrązowej, promieniście paskowana. Skórka przylegająco-włókienkowata, w czasie wilgotnej pogody lepka i śluzowata. U młodych owocników brzeg kapelusza połączony z trzonem białawą osłoną częściową.
Rurki
Długie, przyrośnięte, nieco zbiegające, pomarańczowoczerwone. Pory błyszczące, kanciaste, pomarańczowe lub brązowopomarańczowe. Po ugnieceniu czerwonobrązowawe. Na górnej części kapelusza tworzą siatkowaty wzór.
Trzon
4–11 cm, cylindryczny lub pękaty, często wygięty, żółty lub pomarańczowoczerwony (zabarwiony podobnie jak kapelusz), trochę włókienkowato-łuskowaty, z białawym, nietrwałym pierścieniem.
Miąższ
Zwarty, cytrynowożółty, pod skórką ceglastobrązowy, w trzonie także brązowawy, w kapeluszu wkrótce staje się miękkawy.
Wysyp zarodników
Zarodniki o średnicy 9–11,5(14) × 4,5–5,5 µm.

## Występowanie i siedlisko
Znany jest tylko w Europie. W piśmiennictwie naukowym na terenie Polski do 2020 r. podano 9 stanowisk. Aktualne stanowiska podaje także internetowy atlas grzybów. W latach 1995–2004 objęty był ochroną częściową, a od roku 2004 ochroną ścisłą bez możliwości zastosowania wyłączeń spod ochrony uzasadnionych względami gospodarki rolnej, leśnej lub rybackiej. W opracowaniu Czerwona lista roślin i grzybów Polski jest zaliczony do kategorii gatunków wymierających (E). Jego przetrwanie jest mało prawdopodobne, jeśli nadal będą istnieć czynniki zagrożenia.
Jest gatunkiem towarzyszącym modrzewiowi, na glebach wapiennych w górach. Owocniki wytwarza w okresie od lipca do października.

## Znaczenie
Grzyb mikoryzowy. Grzyb jadalny, lecz smakowo gorszy niż inne gatunki maślaków. Najlepszy do marynowania z innymi, smaczniejszymi grzybami.

## Gatunki podobne
Maślaka trydenckiego można pomylić z jadalnymi: maślakiem żółtym (Suillus grevillei), który odróżnia się żółtymi rurkami i porami i borowcem dętym (Suillus cavipes), który ma zielonawożółte rurki, a jego pory są szerokie, kanciaste i promieniście wydłużone.